# 南京大学商学院
南京大学商学院（Nanjing University Business School）是南京大学下设学院之一。
经济与工商管理人才培养基地和学术研究中心，南京大学在经济、商科领域具有深厚的历史，是中国高等工商管理教育的发源地，为中国商学院的鼻祖。南京大学商学院设有经济学和管理学两大类学科。

## 历史
1902年三江师范学堂时期，就已开始教授商科课程。
1917年南京高等师范学校时期，创办商业专修科，杨杏佛担任主任。
1920年，南京高师筹建国立东南大学，商业专修科划归东大，改设商科。1921年，商科自南京迁至上海改组为国立东南大学、暨南学校合立上海商科大学；1922年3月，由东大独立承办，改称国立东南大学分设上海商科大学；除一部分迁回南京外，1928年改名国立中央大学商学院，是中国第一所商学院。商学院初设普通商业、工商管理、银行理财、会计学、国际贸易、国际运输各系，郭秉文校长亲自掌校，马寅初任教务主任。同时在1921年东南大学时期，文理科下设政法经济系，王伯秋任系主任，后分设经济学系，萧纯锦等人曾任系主任；1928年改名中央大学经济学系，叶元龙任系主任，任教的有马寅初、何浩若等人。
1949年，中央大学更名南京大学；商学院早于1932年独立，经济系也在1952年分出，调至复旦大学；不久经济商科在中国大陆被取消。随着文化大革命动乱结束，中国大陆拨乱反正，1978年，南京大学恢复经济学系，成立企业管理专业；1986年成立企业管理系，后改名工商管理系；1987年，开办了首期中外合作工商管理硕士（MBA）培训。
1988年成立南京大学国际商学院。下设经济学、企业管理、国际贸易、经济决策4个系和高校财务专科、人口研究所、经济技术实验室。
1989年1月，国际贸易系更名为国际经济贸易系、工商管理系更名为国际企业管理系。1993年5月，成立国际会计系和国际金融系。
1993年，南京大学商学院获准在新加坡开办工商管理硕士（MBA）班，这是中国大学首次赴海外开办高层次的学位班。1994年起在国内开办正式的工商管理硕士（MBA）专业教育。
1997年9月，国际会计系更名为会计学系、国际金融系更名为金融学系、国际企业管理系更名为工商管理系。
2000年1月，南京大学国际商学院更名为南京大学商学院，下设经济学、工商管理、国际经济与贸易、金融学、会计学5个系和人口研究所、计算机实验室等。 2001年7月，增设电子商务系。2003年3月，增设市场营销系。
2006年9月，设经济学院和管理学院。经济学院有经济学系、国际经济贸易系、金融学系、人口研究所；管理学院有工商管理系、会计学系、电子商务系、市场营销系。
2007年3月，产业经济学系和人力资源管理学系正式成立，金融学系更名为金融与保险学系。2013年7月，电子商务系和市场营销系合并为营销与电子商务系。

## 现况概览

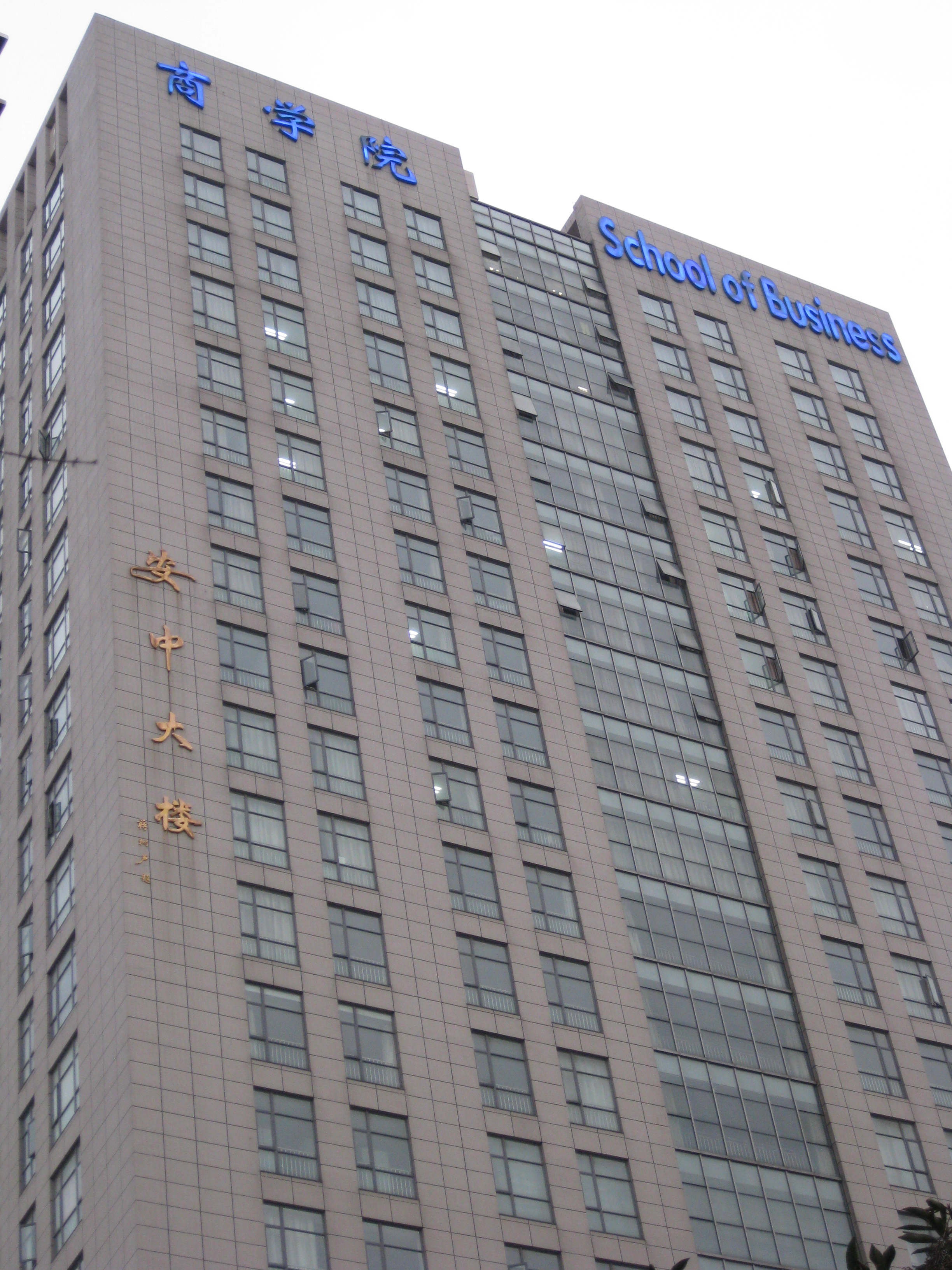
商学院大楼 安中大楼

根据教育部学位中心2009年公布的2007-2009年全国一级学科整体水平排名，南大商学院理论经济学、工商管理学均位居全国前五，同时工商管理学居南方地区第一。

### 系科设置
经济学院
- 经济学系
- 产业经济学系
- 国际经济贸易系
- 金融学系

管理学院
- 工商管理学系
- 人力资源管理系
- 市场营销系
- 电子商务系
- 会计学系

### 专业设置
- 本科专业
  - 工商管理、工商管理（人力资源方向）、电子商务、市场营销、会计学、财务管理
  - 经济学、经济学（产业经济方向）、金融学、金融工程、保险学、国际经济与贸易

- 硕士研究生专业
  - 数量经济学 西方经济学 政治经济学 国民经济学 人口、资源与环境经济学 世界经济 产业经济学
  - 企业管理 金融学 会计学 国际贸易学 电子商务

- 工商管理硕士MBA、EMBA专业教育

- 博士研究生专业
  - 企业管理 会计学 金融学
  - 政治经济学 西方经济学 世界经济 产业经济与投资 技术经济及管理

### 其他机构设置
研究机构
- 企业战略研究所
- 人力资源战略研究所
- 跨国经营研究与培训中心
- 经济发展研究所
- 国际经济研究所
- 海峡两岸经济发展研究中心
- 数量经济研究所
- 人口研究所
- 投资金融研究中心
- 国际金融研究所
- 南京大学长江三角洲经济社会发展研究中心（教育部人文社会科学重点研究基地）
- 南京大学经济转型与发展研究中心（教育部哲学社会科学创新基地）

其他
- 财务与会计研修中心
- 保险从业人员培训考试中心

### 职业教育
工商管理硕士MBA与高级工商管理硕士EMBA教育项目机构
- 南京大学商学院工商管理硕士（MBA）教育中心
- 南京大学商学院高级工商管理硕士（EMBA）教育中心
- 南京大学商学院高级高级经理培训与发展（EDP）中心
- 中荷国际工商管理教育中心（与荷兰马斯特里赫特管理学院（Maastricht School of Management）合作）
- 南京大学-康奈尔大学联合EMBA教育中心（与康奈尔大学约翰逊商学院（Johnson School at Cornell University）合作）
- 南大-密大跨国MBA（Multinational MBA，为国际首创跨国MBA，和美国密苏里大学圣路易斯分校（University of Missouri-St. Louis）合作，生源一半来自中国，一半来自美国，在美国和中国各学习一年，中方学生还将在美国带薪实习三个月，毕业同时颁发两校学位。2005年起招生，中方申请学生需具三年或以上工作经验、通过全国MBA联考南大分数线、持有TOEFL 550分与GMAT 500分及以上的成绩）

### 其他
国家重点学科：
- 企业管理
- 政治经济学

国家重点（培育）学科：
- 世界经济

国家精品课程：
- 管理学，首席教授：陈传明
- 人力资源管理，首席教授：赵曙明
- 运营管理，首席教授：杨东涛
- 国际金融学，首席教授：裴平
- 微观经济学，首席教授：皮建才

出版刊物
- 《南大商学评论》，执行主编：皮建才教授

主办活动
- “企业跨国经营国际研讨会”：经营管理学者、企业家、企业高层管理人士关于企业跨国经营的共同探讨交流平台，连接学术界和产业界之间的交流及合作。旨在总结、发掘、产生新的企业跨国经营管理思想、理论、方法和成果，推动经济全球化时代企业跨国经营管理水平的提高。始于1992年，1996年后每三年举行一届。
- “江苏发展高层论坛”：由南大商学院长三角经济社会发展研究中心和江苏发展研究院联合主办，以经济学者等担当本地经济社会发展的“智力库”，为南大所在本地之江苏地方政府政策咨询的最高平台。成立于1997年，每年举行两到三次[4]。

## 校友
南京大學商學院校友在開創中國現代工商業發展和經濟建設的事業中，發揮有重要的作用。其中以中國中央銀行制度的奠基人徐柏園、中國證券市場的先驅王志莘等人為代表人物。
在中国经济管理学界，南京大学校友也扮演着重要的角色。中国大陆1978年实行改革开放和经济建设后建立的重要的经济管理教学科研机构，多由南大毕业的校友担纲，如北京大学经济学院首任院长胡代光、北京师范大学经济学院首任院长陶大镛、南开大学经济学院首任院长鲍觉民、复旦大学经济学院首任院长陈观烈、华中科技大学经济管理学院首任院长林少宫、暨南大学经济学院首任院长蔡馥生。此外，南京大学经济系和商学院毕业的校友还有上海财经大学（原上海财经学院）校长褚葆一、东北财经大学（原东北财经学院）校长佟哲晖、西南财经大学（原西南财经学院）校长王叔云等人。
在臺灣，中研院院士于宗先曾指出，主要由中央大學（南京大學）經濟系校友引入了現代經濟學。其中邢慕寰教授在台灣經濟學界造詣最深，學術成就最高；他不但創辦了中央研究院經濟研究所，也籌辦台灣大學經濟學博士班。施建生教授的經濟學原理和經濟政策，對引進現代經濟理論，產生了很大的影響。王作榮先生在1990年以前曾是台灣經濟建設的設計師。此外還有政治大學商學院首任院长韋從序、台灣大學法學院院長及經濟系主任華嚴、魯傳鼎、李蘭甫等經濟學家和管理學家。在財經界，曾任中央銀行總裁、財政部部長的陳慶瑜，帶領臺灣實現金融自由化的中央銀行總裁謝森中，都是南京大學（中央大學）畢業的校友。
工商管理界，楊必立教授是台灣管理學的开拓者，也是中國工商管理碩士（職業企管碩士，MBA）教育的開創者。大陆改革开放以后，管理學在相当程度上自台灣引进。在历史上，被称为现代“中国会计之父”的潘序伦、被称为现代“中国广告之父”的林振彬等人在商学院任教，也培养了许多杰出的早期人才。在改革开放后的当代中国大陆，商学院教授周三多是管理学的重要重建人；赵曙明是人力资源管理学和企业跨国经营管理学的开拓者。
中华人民共和国商务部部长陈德铭为南大商学院校友。在商学界，南大校友还包括中欧国际工商学院欧方创建人杨亨（Jan Borgonjon，曾任中欧工商学院前身中欧管理中心主任、中欧国际工商学院欧方院长）、被列为最杰出华人金融学者的王江（上海交通大学上海高级金融学院首任院长、麻省理工学院斯隆管理学院金融学讲席教授、南大商学院金融学系兼任教授）等人。

## 链接
- 南京大学商学院 （页面存档备份，存于）
- 南京大学校友列表